# Georgia Balke
Georgia Tchatcha Balke (* 2011 in Bremerhaven) ist eine deutsche Nachwuchssängerin und Siegerin der 2022 ausgestrahlten 10. Staffel von The Voice Kids.

## Biografie
Georgia Balke nahm 2019 im Alter von acht Jahren an der RTL-Castingsendung Das Supertalent teil. Dort sang sie im Casting den Radiohead-Song Creep in einer Version von Haley Reinhart und wurde von Dieter Bohlen mit dem goldenen Buzzer direkt ins Finale gewählt. Dort interpretierte sie anschließend den Kelly-Clarkson-Song Please Come Home For Christmas und belegte den 2. Platz in der 13. Staffel des Supertalents.
2022 nahm sie an der Castingsendung The Voice Kids teil und überzeugte mit ihrem ersten Auftritt in den Blind Auditions alle Juroren mit ihrem Cover zum Song The House of the Rising Sun. Sie entschied sich anschließend für das Team Michi & Smudo. Im Finale sang sie den Elvis-Presley-Song Can’t Help Falling in Love und wurde die Siegerin der 10. Staffel von The Voice Kids.
Seit ihrem Sieg bei The Voice Kids absolvierte sie kleine Live-Auftritte, 2022 trat sie in der Sendung Ein Herz für Kinder im Fernsehen auf.

## Interpretationen
- 2019: Creep (Radiohead) in einer Version von Haley Reinhart (bei Das Supertalent)
- 2019: Please Come Home For Christmas (Kelly Clarkson) (bei Das Supertalent)
- 2022: Imagine (John Lennon) (bei Ein Herz für Kinder)
- 2022: The House of the Rising Sun (The Animals) (bei The Voice Kids)
- 2022: Can’t Help Falling in Love (Elvis Presley) (bei The Voice Kids)